# Алергија на пшеницу
Алергија на пшеницу један је од три клиничка ентитета везана за ингестију глутена из пшенице, ражи и јечма, у које спадају још целијачна болест и нецелијачна сензитивност на глутен. Међутим алергију на пшеницу не треба мешати с целијачном болести иако је алергија на пшеницу, односно брашно, такође присутна код неких пацијената са целијачном болести. То је болест која спада у алергије на храну коју изазива унесени алерген, у овом случају глутен из пшенице, односно брашна. 
Симптоми алергије на пшеницу се муњевито развијају и врло су опасни: уртикарија или копривњача, ангиоедем, атопијски дерматитис, астма или друге тегобе од стране дисајних путева, дигестивне сметње и анафилаксија.

## Опште информације
Глутен представља беланчевине из групе проламина присутне у ендосперму пшенице, ражи и јечма. Глутен у пшеничном брашну чине глијадин (45%) и глутенин (45%). Поред тога, у пшеничном брашну се поред глутена налазе и други протеини, као што су албумини, глобулини, бета-амилаза, алфа-амилаза, трипсин инхибитор, липидни трансфер протеин и пуроиндолини.
Насупрот целијачној болести, алергије на пшеницу је IgE посредована реакција нерастворног глијадина, посебно омега 5 глијадина, који спада у највећи алерген који учествује у настанку пшеницом узроковане тешке анафилаксе и астме пекара. Мешутим пацијенти са алергијом на пшеницу најчешће нису алергични на друге проламине које садрже жита као што су раж, јечам и овас и њихова дијета је мање рестриктивна у односу на целијачну болест.

## Епидемиологија
Алергија на пшеницу се развија обично током раног периода живота новорођенчета, врло ретко у старије деце и адолесцената. Већина деце при томе уз алергију на пшеницу има и друге облике алергије на храну.
Код деце са предоминантно гастроинтестиналним манифестацијама толеранција на жито се развије у 75% случајева у адолесценцији. Напредак у толеранцији АП у деце је сигнификантно бољи у односу на кикирики и коштуњичаво воће (око 10%).
Нема доказа о потреби елиминација из исхране других извора глутена, (раж, јечам) код ових пацијената.
Недавна анализа са циљем утврђивања преваленце алергије на пшеницу спроведеан у Европи показала је да је инцденца за све узрасте код алергије на пшеницу 3,6% (3 — 4,2%).

## Клиничка слика
Симтоми алергијске реакције на пшеницу развијају се након неколико минута или сати после оралног уноса глутена и типично за IgE посредовану реакцију подразумевају:
- оток и свраб усана, носа, очију и грла,
- осип на кожи,
- поремећај вида,
- понекад и животно угрожавајућу анафилаксу.[5]

Гастроинтстиналне манифестација алергије на пшеницу могу бити сличне са целијачном болешћу али алергија на пшеницу не изазива перманентно оштећење црева.

## Дијагноза
Сензибилизација на протеин жита се може мерити IgE специфичним антителима и кожним пробама. 
Кожни тест SPT
У кожном тесту (skin prick test (SPT), алерген се пласира на кожу. Реакција околног црвенила је мерило осетљивости. Варијабилност у резултатима теста настаје због недостатка стандардизације теста. Главни проблем кожног теста (SPT) је неспецифичност необрађеног екстракта пшенице који се користи као алерген тако да многа деца са екцемом имају позитиван тест али нису никада показала реакцију после конзумирања пшенице.
Употреба много специфичнијих компоненти жита као што су алфа амилаза инхибитор или високомолекуларни глутеини се испитују до коначне препоруке у клиничкој пракси. Зато што и SPT и тест IgE специфичних антитела имају малу специфичност и сензитивност потврда дијагнозе захтева оралну провокацију. 
Дупло слепа плацебом контролисана проба је најмеродавнија за потврду потенцијалне алергијске реакције на храну. У клиничкој пракси, повлачење симптома као одговор на дијету без пшенице обично води ка потврди суспектне дијагнозе алергије на пшеницу. 
Одлуку о дијагностичким провокацијама треба донети у складу са озбиљношћу испољавања симптома, атестирањ треба урадити под надзором у здравственој установи. 
|                                               | НЦГС                              | Целијакија                        | Алрегију на пшеницу               |
| --------------------------------------------- | --------------------------------- | --------------------------------- | --------------------------------- |
| Време испољавања симптома након уноса глутена | Сати — дани                       | Дани — недеље                     | Минути — сати                     |
| Патогенеза                                    | Урођена имуност                   | Аутоимуност/стечена имуност       | Алергијски имунски одговор        |
| HLA —DQ2/DQ8 генотип                          | 50%                               | Да                                | Не                                |
| Аутоантитела                                  | 50% АGA IgG                       | DEA (TTG. EMA, DGP)               | Не                                |
| Ентеропатија                                  | Минимална                         | Да                                | Минимална                         |
| Симптоми                                      | Интестинални и екстраинтестинални | Интестинални и екстраинтестинални | Интестинални и екстраинтестинални |

## Терапија

### Дијета
Лечење алергије на пшеницу, заснива се на комплетној елиминација продукта са пшеницом.  
Код пацијената који су испољили анафилаксу на жито, дијета треба да буде стална мада је код појединих болесника након одрђеног времена уочен губитак осетљивости.

### Лекови
Лечење алергичних реакција лековима код појединаца који су случајно прогутају производе од пшенице варира у зависности од осетљивости особе. Може се прописати антихистаминик као што је дифенхидрамин  или преднизон да би се спречила могућа реакција преосетљивости типа I у касној фази.
Тешке алергијске реакције (анафалакса) могу захтевати хитно лечење у кућним условима од стране породице оболелог. Ова врста лечења може се споровести епинефринским аутоинјектором, уређајем  за ињекције дизајнираним тако да га могу користити нездравствени радници када је хитан третман оправдан.